# Ley de cambio climático de Reino Unido

Emisiones globales de dióxido de carbono, 1800-2007.

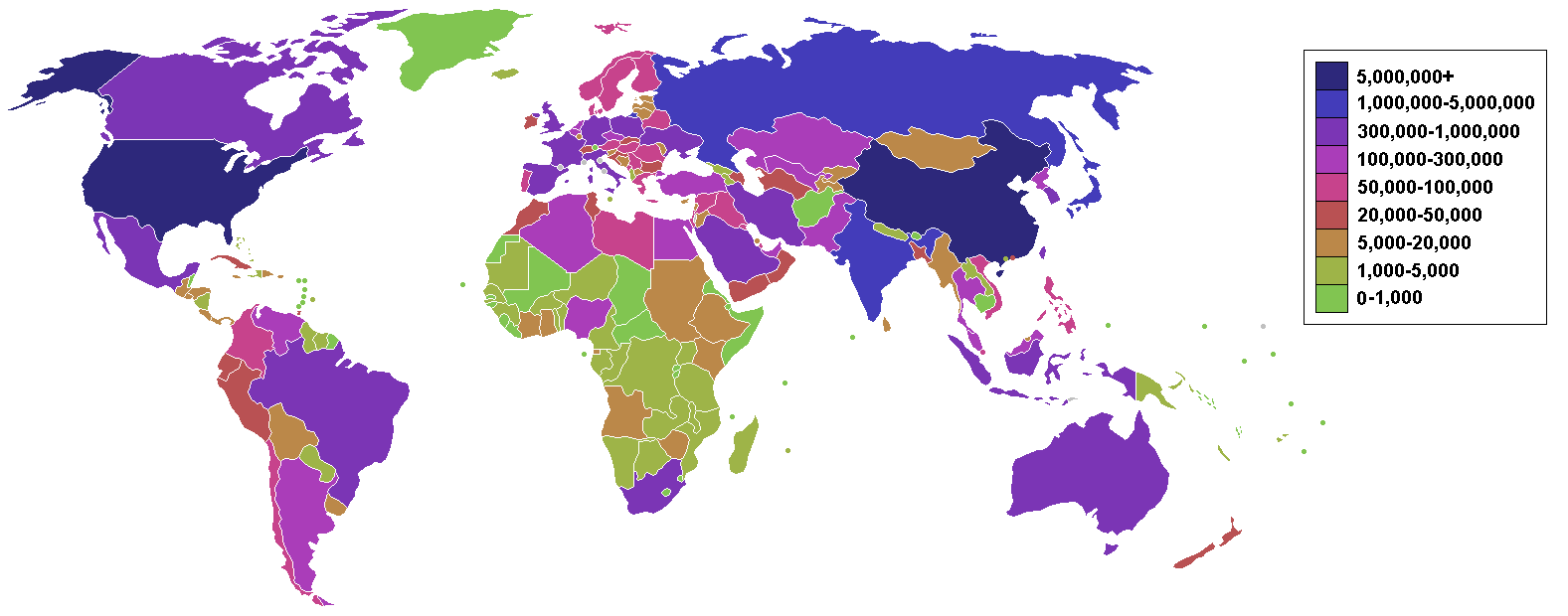
Países por emisiones de dióxido de carbono (azul las más altas) en 2006

La Ley de Cambio Climático de 2008 (c 27) es una Ley del Parlamento del Reino Unido. La mencionada ley señala, que es el deber del Secretario de Estado garantizar que la cuenta neta de carbono del Reino Unido para los seis gases de efecto invernadero de Kioto para el año 2050, sea al menos un 100 % más baja en referencia al año 1990, para hacer frente al cambio climático. La ley tiene como objetivo, permitir que el Reino Unido se convierta en una economía baja en carbono y se otorgue a los ministros poderes para implementar las medidas necesarias para alcanzar una serie de objetivos que permitan la reducción de gases de efecto invernadero. Por tanto, se creó un Comité independiente sobre Cambio Climático para brindar asesoramiento al Gobierno del Reino Unido sobre estos objetivos y políticas relacionadas. En la ley, el término «Secretario de Estado» hace referencia al Secretario de Estado de Energía y Cambio Climático.

## Objetivo de emisiones de carbono
El 16 de octubre de 2008, Ed Miliband, Secretario de Estado de Energía y Cambio Climático, anunció que la ley exigiría una reducción general en seis gases de efecto invernadero para el 2050, en un 80 % .
Cuando se publicó por primera vez, el Gobierno propuso que la ley estableciera un recorte del 60 %, excluyendo la aviación y el transporte marítimo internacionales, una cifra que había sido una ambición del Gobierno durante algunos años. La cifra original del 60 % se adoptó con base en la recomendación de la Comisión Real sobre Contaminación Ambiental, realizada en su informe Energía: el entorno cambiante de junio de 2000. Señala que, si otros países también lo adoptan, se pensaría en un recorte del 60 % para 2050, que probablemente limitaría las concentraciones de dióxido de carbono atmosférico a no más de 550 partes por millón que, probablemente evitaría que las temperaturas globales aumentarán en más de 2 °C (3,6 °F) y así evitar las consecuencias más graves del calentamiento global. La Comisión Real señaló que debería haber un recorte del 80 % para 2100, y que el 550 el límite superior de ppm debe «mantenerse bajo revisión» y reafirmaron su importancia en enero de 2006.
Las cifras de la Comisión Real, se basaron en una decisión  del Consejo de Ministros de la UE de junio de 1996, de limitar las emisiones a 550 ppm, contenidas en su Estrategia Comunitaria sobre el Cambio Climático . Esto, a su vez, se sustentó en el Segundo Informe de Evaluación del IPCC de 1995, que mencionó por primera vez los 550 ppm - 2 °C.
Una evaluación científica en la Conferencia Internacional: Evitar el Cambio Climático Peligroso de 2005, realizada en Exeter bajo la presidencia del G8 en el Reino Unido, concluyó que al nivel de 550 ppm era probable que se superarían los 2 °C, según las proyecciones de los modelos climáticos más recientes. Estabilizar las concentraciones de gases de efecto invernadero en 450 ppm solamente daría como resultado una probabilidad del 50 % de limitar el calentamiento global a 2 °C, y que sería necesario lograr una estabilización por debajo de 400 ppm para dar una certeza relativamente alta de no exceder 2 °C
De acuerdo a la tasa actual de aumento, con un promedio de aproximadamente 2 ppm por año es probable que las concentraciones de gases de efecto invernadero lleguen a 400 ppm para 2016, 450 ppm para 2041 y 550 ppm alrededor de 2091. Es por esto, que las organizaciones ecologistas y algunos partidos políticos criticaron la meta del 60 % por ser poco ambiciosa y exigieron mayores recortes (80 %-100 %), como se menciona a continuación. La exclusión de las emisiones de la aviación y el transporte marítimo, combinada con las previsiones de crecimiento en estas áreas, también significa que el efecto neto del proyecto de ley, que en realidad habría sido solo un recorte total del 35-50 % con respecto a los niveles de 1990 para 2050.
Después de la presión del público, los parlamentarios y una recomendación del Comité de Cambio Climático, finalmente se adoptaron la meta del 80 %.

## Avances legislativos
El procedimiento para promulgar legislación en el Parlamento del Reino Unido, a veces implica numerosas etapas de consulta y debate.

### Proyecto de Ley anterior
El Proyecto de Ley de Cambio Climático de 2008 fue precedido por un Proyecto de Ley de miembro privado del mismo nombre redactado por Amigos de la Tierra y presentado ante el Parlamento el 7 de abril de 2005. Aunque recibió un amplio apoyo el Proyecto de Ley no pudo progresar, ya que el Parlamento se disolvió antes de las elecciones generales de 2005 .

### Moción anticipada
Poco después de las Elecciones generales de 2005, 412 de los 646 miembros del parlamento, firmaron una moción anticipada pidiendo que se presentara un Proyecto de Ley sobre el cambio climático, para incluir un requisito de recortes anuales del 3 % en las emisiones de carbono. Solamente otras tres mociones iniciales habían sido firmadas por más de 400 diputados.

### Escrutinio prelegislativo
El Gobierno Laborista anunció la introducción de un Proyecto de Ley de Cambio Climático en el discurso de la Reina, el 15 de noviembre de 2006. El Proyecto de Ley se publicó el 13 de marzo de 2007, pero proponía «presupuestos de carbono» de cinco años en lugar de los objetivos anuales que muchos habían pedido. El Gobierno cree que las condiciones climáticas variables hacen que los objetivos anuales sean poco prácticos.
El Proyecto de Ley fue examinado por tres comisiones parlamentarias. Inmediatamente se estableció un Comité Selecto Conjunto de 24 miembros de la Cámara de los Lores y la Cámara de los Comunes, presidido por Lord Puttnam, para examinar el proyecto de ley. El Comité Selecto de Medio Ambiente, Alimentación y Asuntos Rurales de la Cámara de los Comunes también llevó a cabo su propia investigación sobre el proyecto de ley, al igual que el Comité de Auditoría Ambiental. Estos Comités recibieron testimonios de una serie de interesados entre abril y julio y votaron la redacción final de sus informes.
Entre los críticos que dieron testimonio estuvo Lord Lawson, quien argumentó que todo el concepto era contraproducente porque los humanos podrían adaptarse fácilmente a las peores predicciones de un aumento de temperatura de 4 grados para fines de siglo porque, con un promedio de crecimiento económico mundial del 2 %, estarían «siete veces mejor de lo que estamos hoy», por lo que no era razonable imponer un sacrificio a la «generación actual mucho más pobre».
La respuesta del Gobierno al informe se imprimió en octubre de 2007.

### Debates de los Lores
El Proyecto de Ley fue presentado a la Cámara de los Lores por el Gobierno el 14 de noviembre de 2007. El primer debate en el pleno de la Cámara (Segunda Lectura), se celebró el 27 de noviembre de 2007 y tuvo una duración de seis horas. A esto, le siguieron ocho sesiones en la Etapa del Comité, cuatro sesiones más en la Etapa del Informe y una más para la Tercera Lectura. Todas estas sesiones (incluida la etapa del Comité) tuvieron lugar en el piso de la Cámara y diez votos para varias enmiendas.
Uno de los votos, rechazó una propuesta por una mayoría de 148 a 51 para cambiar el objetivo para 2050 del 60 % al 80 % por debajo de las emisiones de referencia de 1990 sobre la base de que deberían esperar nuevos dictámenes científicos del Comité sobre el Cambio Climático antes de cambiar el meta del 60 %.
Una enmienda, para eliminar el deber absoluto del Secretario de Estado de Energía y Cambio Climático de garantizar que se cumpla el objetivo de 2050 y reemplazarlo con el deber de proponer políticas para cumplir el objetivo, fue rechazada por estrecho margen por 132 votos contra 130 en la Tercera Lectura en la Cámara de los Lores el 31 de marzo de 2008. El Proyecto de Ley, pasó a la Cámara de los Comunes.

### Debates comunes
El 9 de junio de 2008, tras la segunda lectura del Proyecto de Ley, solo cinco miembros de la Cámara de los Comunes votaron en contra. Los cinco fueron Christopher Chope, Philip Davies, Peter Lilley, Andrew Tyrie y Ann Widdecombe .
Durante el debate de la Tercera Lectura del 28 de octubre, el gobierno rechazó una enmienda de la oposición para permitir que el Secretario de Estado fije el nivel máximo de dióxido de carbono que puede emitir cualquier estación generadora por unidad de producción. Después de que se presentó el asesoramiento del Comité sobre el Cambio Climático sobre el nivel del objetivo para 2050, el objetivo para 2050 se revisó del 60 % de las emisiones de dióxido de carbono de 1990, al 80 % de las seis principales emisiones de gases de efecto invernadero a instancias del gobierno. También se acordó que la parte británica de las emisiones de la aviación y el transporte marítimo formaría parte del objetivo, cuando se pudiera acordar un método para medirlas.
El Proyecto de Ley se convirtió en Ley el 26 de noviembre de 2008.

## Posiciones

### Partidos políticos
El opositor Partido Conservador apoyó el concepto de Proyecto de Ley y propuso su propia variación antes que la del Gobierno. Una de las diferencias clave es que exigían objetivos anuales de carbono, y que el Comité sobre el Cambio Climático debería tener un papel más importante, estableciendo objetivos y asesorando a los gobiernos.
Los demócratas liberales adoptaron una postura similar a la de los conservadores y también opinaron que establecer objetivos cada cinco años sería una abdicación de la responsabilidad, porque un gobierno normalmente permanece en el poder solamente cuatro años. También afirmaron que el recorte propuesto del 60 % para 2050 puede no ser suficiente y que «podríamos tener que apuntar más hacia alrededor del 80 %».
El Partido Verde de Inglaterra y Gales brindó una respuesta más fuerte. Consideraron que la legislación brinda una «gran oportunidad», pero que el proyecto de ley era «peligrosamente poco ambicioso». Entre sus demandas se encontraban objetivos anuales y una reducción general de las emisiones del 90 % para 2050. Respeto, la Coalición de Unidad también estuvo a favor de una reducción del 90 % en las emisiones de carbono para 2050, pero no expresó su opinión sobre el proyecto de ley.
Entre los partidos políticos nacionalistas cuyas opiniones se conocían, el concepto de un Proyecto de Ley sobre el Cambio Climático fue apoyado en principio por el Partido Nacional Escocés y el Partido Unionista Democrático. Welsh Plaid Cymru propuso recortes de carbono del 3 % año tras año para Gales en sus declaraciones de política.
El Partido de la Independencia del Reino Unido creía que el Proyecto de Ley sólo era necesario, debido a que no se logró idear un plan viable para que otras fuentes de energía reemplazaran los combustibles fósiles. Consideraron que el Proyecto de Ley estaba «profundamente equivocado», probablemente paralizaría la economía y destruiría la inversión en tecnologías alternativas. En cambio, creían que el gobierno y la oposición «deben buscar alternativas adecuadas como la energía nuclear», y que los planes para invertir en energías alternativas renovables como la energía eólica y la energía solar, además de reducir las emisiones de carbono en un 60 %, eran «inalcanzables e innecesarios».

### Grupos ambientales
La campaña Big Ask  de Amigos de la Tierra fue uno de los factores que influyeron en el gobierno para incluir el Proyecto de Ley de Cambio Climático en su programa legislativo. La organización exigió que el Proyecto de Ley debería incluir objetivos legalmente vinculantes para una reducción de al menos un 3 % anual, lo que representa un recorte total de alrededor del 80 % para 2050. Consideraron que una reducción del 60 % en las emisiones de carbono para 2050, no era una contribución suficiente de los países desarrollados a la acción internacional sobre el cambio climático .
El brazo británico de WWF apoyó el Proyecto de Ley, pero lanzó su campaña Get on Board para que el objetivo de reducción de carbono para 2050 se eleve al menos al 80 %, incluida la participación del Reino Unido en las emisiones de la aviación y el transporte marítimo internacionales. Además, WWF-UK pidió que se mantuviera la enmienda de la Cámara de los Lores de que al menos el 70 % de la reducción del Reino Unido debería lograrse a nivel nacional (limitando al 30 % la proporción de la reducción que puede lograrse mediante la compra de «créditos de carbono»).
Las otras 50 o más organizaciones ambientales, de desarrollo internacional y otras organizaciones que pertenecen a la coalición Stop Climate Chaos respaldaron la campaña Big Ask y compartieron puntos de vista similares. La propia coalición criticó al Gobierno por no reconocer el «umbral de peligro del calentamiento global» de 2 °C Teniendo esto en cuenta, señalaron que la meta para 2020 debería ser un mínimo del 30 %, con una meta del 80 % para 2050. También consideraron que el Proyecto de Ley debería incluir objetivos de reducción anual del 3 %, cubrir la aviación y el transporte marítimo dentro de su alcance y prohibir la compra de créditos de carbono en el extranjero, una práctica que creen que exporta el problema de las emisiones a otros lugares.
El Equipo Conjunto de Asuntos Públicos de las iglesias Bautista, Metodista y Reformada Unida pidió una reducción del 80 % en las emisiones de carbono (para 2050), no ignorar la contribución de los viajes aéreos y marítimos, y reducciones de las propias emisiones del Reino Unido en lugar de que depender de la compra de créditos de carbono de otros países.

### Sindicatos y empresas
La Confederación de la Industria Británica, que ha creado su propio grupo de trabajo sobre el cambio climático, acogió con beneplácito el Proyecto de Ley propuesto y afirmó que combinaba dos elementos vitales, claridad a largo plazo sobre la dirección de las políticas y flexibilidad en su ejecución.
El Congreso de Sindicatos también apoyó el Proyecto de Ley.

## Comité de Cambio Climático
El Comité sobre Cambio Climático, cuyos poderes están investidos por Segunda Parte de la Ley, se inauguró formalmente en diciembre de 2008 con Lord Adair Turner como presidente. También hay un Subcomité de Adaptación (ASC), que establece la dirección de los asuntos de adaptación, incluido el asesoramiento independiente sobre la preparación para el cambio climático, ell ASC está compuesto por expertos de todos los campos del cambio climático, la ciencia y la economía y actualmente está presidido por la baronesa Brown de Cambridge .

## Resultados/informes
Según lo exige esta legislación, el gobierno del Reino Unido ha elaborado varios informes, algunos de los cuales se actualizarán periódicamente, estos informes incluyen:
- Evaluación de riesgos del cambio climático (CCRA), primer informe publicado en 2012,[48] segundo informe publicado en 2017,[49] y el tercer informe publicado en 2022.[50]
- Programa Nacional de Adaptación (PAN), primer informe publicado en 2013,[51] el segundo en julio de 2018.[52] Se prevé la publicación del tercer Programa Nacional de Adaptación en 2023.[53]
- Adaptation Reporting Power (ARP), primer conjunto completo de informes publicado en 2011 (de más de 100 organizaciones clave),[54] la segunda ronda de informes comenzó a publicarse en otoño de 2015.[55] Ha comenzado la planificación de la tercera ronda de informes, con un documento de consulta publicado en junio de 2018[56] y una lista de organizaciones publicada en un documento de política el 21 de diciembre de 2018.[57]

Los informes y resultados obtenidos, fueron respaldados por el Programa de Impactos Climáticos del Reino Unido (conocido como UKCIP), y por las proyecciones UKCP09. Desde finales de 2018, estas proyecciones han sido reemplazadas por las proyecciones UKCP18.